# Keli Ebulobo
Keli Ebulobo är ett berg i Indonesien.   Det ligger i provinsen Nusa Tenggara Timur, i den centrala delen av landet, 1 600 km öster om huvudstaden Jakarta. Toppen på Keli Ebulobo är 2 124 meter över havet, eller 1 302 meter över den omgivande terrängen. Bredden vid basen är 12,8 km.
Terrängen runt Keli Ebulobo är huvudsakligen kuperad, men den allra närmaste omgivningen är bergig. Keli Ebulobo är den högsta punkten i trakten. Runt Keli Ebulobo är det ganska tätbefolkat, med 144 invånare per kvadratkilometer. I omgivningarna runt Keli Ebulobo växer i huvudsak städsegrön lövskog.